# Episodi di Father Ted (terza stagione)
La terza e ultima stagione della serie televisiva Father Ted, composta da 8 episodi, è stata trasmessa nel Regno Unito dal canale Channel 4 dal 13 marzo 1998 al 1º maggio 1998.
| nº | Titolo originale                   | Titolo italiano | Prima TV UK    | Prima TV Italia |
| -- | ---------------------------------- | --------------- | -------------- | --------------- |
| 1  | Are You Right There, Father Ted?   |                 | 13 marzo 1998  |                 |
| 2  | Chirpy Burpy Cheap Sheep           |                 | 20 marzo 1998  |                 |
| 3  | Speed 3                            |                 | 27 marzo 1998  |                 |
| 4  | The Mainland                       |                 | 3 aprile 1998  |                 |
| 5  | Escape from Victory                |                 | 10 aprile 1998 |                 |
| 6  | Kicking Bishop Brennan up the Arse |                 | 17 aprile 1998 |                 |
| 7  | Night of the Nearly Dead           |                 | 24 aprile 1998 |                 |
| 8  | Going to America                   |                 | 1º maggio 1998 |                 |